# كأس ألمانيا 2024–25
كأس ألمانيا 2024–25 هو الموسم الثاني والثمانون من مسابقة كأس كرة القدم الألمانية السنوية. يشارك في المسابقة أربعة وستون فريقًا، بما في ذلك جميع الفرق من الدوري الألماني والدوري الألماني الدرجة الثانية في العام السابق. بدأت المنافسة في 16 أغسطس 2024 بالجولة الأولى من ست جولات وستنتهي في 24 مايو 2025 بالمباراة النهائية في الملعب الأوليمبي في برلين ، وهو مكان محايد اسميًا، والذي استضاف النهائي منذ عام 1985.  يُعتبر كأس ألمانيا ثاني أهم لقب للأندية في كرة القدم الألمانية بعد بطولة الدوري الألماني. يتم إدارة بطولة كأس الاتحاد الألماني لكرة القدم (DFB).
باير ليفركوزن هو حامل اللقب، لكن تم القضاء عليهم من قبل أرمينيا بيليفيلد في نصف النهائي. فاز نادي شتوتغارت بكأس المحلية الرابعة في تاريخها بعد فوزه على نادي بيليفيلد بنتيجة 4–2 في المباراة النهائية.
يتأهل الفائز بكأس ألمانيا تلقائيًا إلى مرحلة الدوري في نسخة 2025–26 من الدوري الأوروبي. وسيستضيف الفائزون أيضًا نسخة 2025 من كأس السوبر الألماني في بداية الموسم المقبل، وسيواجهون أبطال الدوري الألماني 2024–25.